# Klaus Meyer (Fußballspieler)
Klaus Meyer (* 5. August 1937 in Braunschweig; † 4. April 2014) war ein deutscher Fußballspieler. Er absolvierte von 1963 bis 1968 insgesamt 123 Bundesligaspiele (1 Tor) für Eintracht Braunschweig und wurde mit der Mannschaft 1966/67 Deutscher Meister.

## Kindheit
Der in Braunschweig geborene Meyer wurde während des Zweiten Weltkriegs nach Bentierode bei Bad Gandersheim evakuiert. Dort wurde sein späterer Vereinskamerad Werner Thamm, der damals in Goslar spielte, zu seinem Vorbild.

## Laufbahn
Der Abwehrspieler Klaus Meyer kam über die Amateurvereine VfL Oker und MTV Gittelde zur Runde 1958/59 zur Eintracht in die Oberliga Nord. Unter Trainer Kurt Baluses hatte er am 26. Spieltag (15. März 1959) bei einem 1:1-Remis beim VfV Hildesheim sein Oberliga-Debüt. Er wurde als linker Außenläufer eingesetzt und war Schütze des Eintracht-Treffers. In dieser Zeit bildeten Heinz Patzig und Rolf Kassel die Standardverteidigung bei der Eintracht. Meyer bestritt in seiner ersten Oberligasaison fünf Ligaspiele gegen Hildesheim, Bergedorf 85, Hamburger SV, VfL Osnabrück und VfR Neumünster und erzielte dabei ein Tor. In der letzten Oberligasaison 1962/63 qualifizierte sich Braunschweig als Dritter für die neu eingerichtete Fußball-Bundesliga. Meyer, der geradlinig und konsequent in der Defensive zu Werk gehende Abwehrspieler, absolvierte als einziger Braunschweiger Spieler dabei alle 30 Rundenspiele. Er war beim Rundenstart am 19. August 1962 (1:0-Erfolg beim VfB Lübeck), ebenso wie am letzten Spieltag, den 29. April 1963, wiederum bei einem Erfolg gegen den VfB Lübeck (2:1), dabei im Team von Trainer Hans-Georg Vogel im Einsatz. Nach der Hinrunde lag er mit der Eintracht mit 14:16 Punkten deutlich hinter dem VfL Osnabrück, welcher mit 20:10 Punkten den entscheidenden 3. Rang belegte. Mit ausgezeichneten 23:7 Punkten in der Rückrunde errangen die Blau-Gelben am Rundenende den 3. Rang. Neben dem knallharten Außenverteidiger Meyer, der als ebenso ehrgeizig wie harter Spieler galt, garantierten diese Platzierung auch noch die weiteren Defensivspieler Hans Jäcker (Torhüter), Joachim Bäse, Wolfgang Brase, Walter Schmidt und die Torschützen Jürgen Moll (23 Treffer) und Manfred Wuttich (14 Treffer).
Insgesamt wird Meyer von 1958 bis 1963 in der Statistik mit 76 Oberligaspielen und einem Tor geführt.
In der Debütrunde der Bundesliga, 1963/64, fehlte er erneut in keinem Spiel der Mannschaft von Trainer Helmuth Johannsen. Am Debüttag der Bundesliga, am 24. August 1963, bei einem 1:1 bei München 1860, erkannte auch Sechzig-Trainer Max Merkel, dass mit der Eintracht-Defensive mit Jäcker, Brase, Meyer, Schmidt, Peter Kaack und Bäse den Niedersachsen ein Verbund zur Verfügung stand, der zum Besten der Liga gehören sollte. Als die Braunschweiger 1966/67 völlig überraschend den Meistertitel erringen konnten, kam Meyer wiederum auf 30 Einsätze. Er gehörte zusammen mit Torhüter Horst Wolter und den Feldspielern Jürgen Moll, Peter Kaack, Walter Schmidt und Joachim Bäse der Braunschweiger Abwehr an, die in 34 Spielen lediglich 27 Gegentore hinnehmen musste. Vor Saisonbeginn hatte die „Frankfurter Allgemeine“ orakelt: „Die Gefahr, dass die Hanse der Bundesliga-Städte als nächsten Fremdkörper die biederen Braunschweiger abstößt, lässt sich nicht von der Hand weisen. Ihr Ausscheiden käme einer folgerichtigen Begradigung der geographischen und wirtschaftlichen Bundesliga-Gremien gleich.“ Im Sonderdruck „Eintracht 1967. 50 Jahre Deutsche Meisterschaft“ wird Klaus Meyer zum Titelgewinn nach dem letzten Rundenspiel mit folgender Aussage zitiert: „Noch größer war vielleicht die Freude vor einer Woche, als innerhalb von sechs Minuten unser Spiel gegen Mönchengladbach gewonnen wurde und wir dann von den Niederlagen der Rivalen hörten. Damals haben fast alle in der Kabine Freudentränen vergossen. Natürlich ist auch heute die Freude groß. Unsere Mannschaft ist zwar nicht mit Nationalspielern gespickt, dafür stimmt aber bei uns vieles andere besser. Wir haben hart an uns gearbeitet, um dieses Ziel zu erreichen. Der nächste Weg geht zum Zahnarzt, denn vorn sitzen bei mir einige Zähne seit einem Zusammenstoß mit Achim Bäse gleich in der ersten Minute sehr locker.“
Sein letztes Bundesligaspiel absolvierte Meyer am 25. November 1967, bei einer 0:2-Niederlage im Auswärtsspiel bei Eintracht Frankfurt.
Meyer hatte zuerst eine Banklehre absolviert und danach Maschinenbau studiert. Er wechselte später in die Versicherungsbranche. Kurzzeitig trainierte er den MTV Hondelage. Gelegentlich spielte er noch in der Universitäts- oder Traditionsmannschaft der Eintracht.
Am 4. April 2014 verstarb Meyer im Alter von 76 Jahren.